# It Gets Better
It Gets Better (em Portugal: Tudo Vai Melhorar) é um projeto com base nos meios de comunicação via internet fundado nos Estados Unidos pelo jornalista Dan Savage e seu cônjuge Terry Miller em 21 de setembro de 2010 em resposta a grande quantidade de adolescentes que cometeram suicídios por causa de bullying homofóbico.
A meta é prevenir o suicídio entre jovens LGBT através de adultos homossexuais que passam a mensagem de que a vida dos adolescentes vai melhorar. O projeto cresceu rapidamente: na primeira semana de existência foram adicionados duzentos (200) vídeos, e o canal do projeto no YouTube atingiu o limite de seiscentos e cinquenta (650) vídeos na semana seguinte. O projeto foi organizado em um site próprio, chamado de "It Gets Better Project", com mais de trinta mil mensagens de pessoas de diferentes orientações sexuais, e até mesmo celebridades. Os vídeos foram vistos mais de quarenta milhões de vezes.
Entre as celebridades, estão membros do governo estadunidense, incluindo o presidente Barack Obama; na área musical, Rise Against, Ke$ha, Joel Madden, e Ciara apoiam a causa; no cinema encontram-se Anne Hathaway,Kristen Stewart, Candice Accola, Ian Somerhalder e Chris Colfer. No seriado Glee, houve um episódio dedicado essencialmente ao projeto.
Um livro de ensaios do projeto foi lançado em março de 2011. O projeto recebeu da Academia de Artes & Ciências Televisivas o prêmio "Governor's Award" na 64ª premiação anual pela "estratégia, de forma criativa e poderosa, utilizando os meios de comunicação para educar e inspirar", de acordo com o presidente da academia e diretor executivo Bruce Rosenblum.
O projeto tornou-se mundial, tendo várias versões em diferentes países. Em 10 de novembro de 2012, foi lançado oficialmente no Porto a versão portuguesa, contando com o apoio de José Castelo Branco entre outros.